# Světový pohár v běhu na lyžích 2014/2015
Světový pohár v běhu na lyžích 2014/15 byl seriálem závodů v běhu na lyžích během zimní sezóny. Organizovala jej Mezinárodní lyžařská federace (FIS). Bylo odjeto celkem 27 závodů (26 individuálních, jeden týmový). Celkovými vítězi se stali Švýcar Dario Cologna a Norka Marit Bjørgenová. Pro oba šlo již o čtvrtý triumf.
Výsledky se dodatečně měnily, původní vítěz mezi muži Martin Johnsrud Sundby byl v létě 2016 kvůli dopingovému nálezu dodatečně diskvalifikován z Tour de Ski 2015 a díky odepsaným bodům přišel i o celkový triumf ve Světovém poháru. 

## Dodatečné změny výsledků
Dne 20. července 2016 byl Martin Johnsrud Sundby na dva měsíce vyloučen ze všech soutěží pod hlavičkou FIS za nepovolený způsob užívání léku na astma během sezóny 2014/15. Byl také diskvalifikován ze dvou závodů: 15 km klasicky 13. prosince 2014 v Davosu, kde vyhrál, a 25 km volně stíhací závod 8. ledna 2015 v Toblachu, kde skončil třetí. Diskvalifikace ze závodu v Toblachu znamenala i ztrátu titulu z Tour de Ski, včetně ztráty veškerých bodů za celkové umístění. Sundby odepsal celkem 616 bodů, což jej stálo i vítězství v celkovém hodnocení Světového poháru.

## Výsledky jednotlivých závodů

### Muži
| WC                                                                 | SWC                                             | Datum                                           | Místo                                           | Disciplína                                      | Vítěz                  | 2. místo               | 3. místo               | Vedení v SP                   | Ref.   |
| ------------------------------------------------------------------ | ----------------------------------------------- | ----------------------------------------------- | ----------------------------------------------- | ----------------------------------------------- | ---------------------- | ---------------------- | ---------------------- | ----------------------------- | ------ |
| 1                                                                  | 1                                               | 29. listopad 2014                               | Ruka                                            | sprint K                                        | Eirik Brandsdal        | Petter Northug         | Sondre Turvoll Fossli  | Eirik Brandsdal               | [ 3 ]  |
| 2                                                                  | 2                                               | 30. listopad 2014                               | Ruka                                            | 15 km K                                         | Iivo Niskanen          | Martin Johnsrud Sundby | Sami Jauhojärvi        | Eirik Brandsdal Iivo Niskanen | [ 4 ]  |
|                                                                    |                                                 |                                                 |                                                 |                                                 |                        |                        |                        |                               |        |
|                                                                    | 3                                               | 5. prosinec 2014                                | Lillehammer                                     | sprint V                                        | Pål Golberg            | Alexej Petuchov        | Finn Hågen Krogh       | Eirik Brandsdal               | [ 5 ]  |
| 4                                                                  | 6. prosinec 2014                                | Lillehammer                                     | 10 km V                                         | Martin Johnsrud Sundby                          | Finn Hågen Krogh       | Sjur Røthe             | Martin Johnsrud Sundby | [ 6 ]                         |        |
| 5                                                                  | 7. prosinec 2014                                | Lillehammer                                     | 15 km K stíhací závod                           | Didrik Tønseth                                  | Alexej Poltoranin      | Martin Johnsrud Sundby | Martin Johnsrud Sundby | [ 7 ]                         |        |
| 3                                                                  | 5. Nordic Opening celkově (5.-7. prosinec 2014) | 5. Nordic Opening celkově (5.-7. prosinec 2014) | 5. Nordic Opening celkově (5.-7. prosinec 2014) | 5. Nordic Opening celkově (5.-7. prosinec 2014) | Martin Johnsrud Sundby | Finn Hågen Krogh       | Martin Johnsrud Sundby | Sjur Røthe                    | [ 8 ]  |
|                                                                    |                                                 |                                                 |                                                 |                                                 |                        |                        |                        |                               |        |
| 4                                                                  | 6                                               | 13. prosinec 2014                               | Davos                                           | 15 km K                                         | Didrik Tønseth         | Dario Cologna          | Sjur Røthe             | Martin Johnsrud Sundby        | [ 9 ]  |
| 5                                                                  | 7                                               | 14. prosinec 2014                               | Davos                                           | sprint V                                        | Finn Hågen Krogh       | Anders Gløersen        | Eirik Brandsdal        | Martin Johnsrud Sundby        | [ 10 ] |
| 6                                                                  | 8                                               | 20. prosinec 2014                               | Davos                                           | 15 km V                                         | Anders Gløersen        | Petter Northug         | Chris Jespersen        | Martin Johnsrud Sundby        | [ 11 ] |
| 7                                                                  | 9                                               | 21. prosinec 2014                               | Davos                                           | sprint V                                        | Federico Pellegrino    | Alexej Petuchov        | Finn Hågen Krogh       | Martin Johnsrud Sundby        | [ 12 ] |
|                                                                    |                                                 |                                                 |                                                 |                                                 |                        |                        |                        |                               |        |
|                                                                    | 10                                              | 3. leden 2015                                   | Oberstdorf                                      | 4 km V prolog                                   | Dario Cologna          | Calle Halfvarsson      | Petter Northug         | Martin Johnsrud Sundby        | [ 13 ] |
| 11                                                                 | 4. leden 2015                                   | Oberstdorf                                      | 15 km K stíhací závod                           | Petter Northug                                  | Alex Harvey            | Calle Halfvarsson      | [ 14 ]                 | Martin Johnsrud Sundby        |        |
| 12                                                                 | 6. leden 2015                                   | Val Mustair                                     | sprint V                                        | Federico Pellegrino                             | Petter Northug         | Martin Johnsrud Sundby | [ 15 ]                 | Martin Johnsrud Sundby        |        |
| 13                                                                 | 7. leden 2015                                   | Toblach                                         | 10 km K                                         | Alexej Poltoranin                               | Jevgenij Bělov         | Martin Johnsrud Sundby | [ 16 ]                 | Martin Johnsrud Sundby        |        |
| 14                                                                 | 8. leden 2015                                   | Cortina-Toblach                                 | 35 km V stíhací závod                           | Petter Northug                                  | Calle Halfvarsson      | Jevgenij Bělov         | [ 17 ]                 | Martin Johnsrud Sundby        |        |
| 15                                                                 | 10. leden 2015                                  | Val di Fiemme                                   | 15 km K hromadný start                          | Tim Tscharnke                                   | Alexej Poltoranin      | Dario Cologna          | [ 18 ]                 | Martin Johnsrud Sundby        |        |
| 16                                                                 | 11. leden 2015                                  | Val di Fiemme                                   | 9 km V stíhací závod                            | Roland Clara                                    | Maurice Manificat      | Toni Livers            | [ 19 ]                 | Martin Johnsrud Sundby        |        |
| 8                                                                  | 9. Tour de Ski celkově (3.-11. leden 2015)      | 9. Tour de Ski celkově (3.-11. leden 2015)      | 9. Tour de Ski celkově (3.-11. leden 2015)      | 9. Tour de Ski celkově (3.-11. leden 2015)      | Petter Northug         | Jevgenij Bělov         | Calle Halfvarsson      | Martin Johnsrud Sundby        | [ 20 ] |
|                                                                    |                                                 |                                                 |                                                 |                                                 |                        |                        |                        |                               |        |
| 9                                                                  | 17                                              | 17. leden 2015                                  | Otepää                                          | sprint K                                        | Tomas Northug          | Ola Vigen Hattestad    | Toni Ketelä            | Martin Johnsrud Sundby        | [ 21 ] |
| 10                                                                 | 18                                              | 23. leden 2015                                  | Rybinsk                                         | 15 km V                                         | Dario Cologna          | Jevgenij Bělov         | Sergej Usťugov         | Martin Johnsrud Sundby        | [ 22 ] |
| 11                                                                 | 19                                              | 24. leden 2015                                  | Rybinsk                                         | sprint V                                        | Federico Pellegrino    | Sergej Usťugov         | Andrej Parfjonov       | Martin Johnsrud Sundby        | [ 23 ] |
| 12                                                                 | 20                                              | 25. leden 2015                                  | Rybinsk                                         | skiatlon                                        | Maxim Vylegžanin       | Dario Cologna          | Matti Heikkinen        | Martin Johnsrud Sundby        | [ 24 ] |
| 13                                                                 | 21                                              | 14. únor 2015                                   | Östersund                                       | sprint K                                        | Finn Hågen Krogh       | Alex Harvey            | Timo André Bakken      | Martin Johnsrud Sundby        | [ 25 ] |
| 14                                                                 | 22                                              | 15. únor 2015                                   | Östersund                                       | 15 km V                                         | Finn Hågen Krogh       | Maurice Manificat      | Marcus Hellner         | Martin Johnsrud Sundby        | [ 26 ] |
| Mistrovství světa v klasickém lyžování 2015 (18. únor - 1. březen) |                                                 |                                                 |                                                 |                                                 |                        |                        |                        |                               |        |
| 15                                                                 | 23                                              | 7. březen 2015                                  | Lahti                                           | sprint V                                        | Eirik Brandsdal        | Sindre Bjørnestad Skar | Richard Jouve          | Martin Johnsrud Sundby        | [ 27 ] |
| 16                                                                 | 24                                              | 8. březen 2015                                  | Lahti                                           | 15 km K                                         | Francesco De Fabiani   | Alexej Poltoranin      | Sami Jauhojärvi        | Martin Johnsrud Sundby        | [ 28 ] |
| 17                                                                 | 25                                              | 11. březen 2015                                 | Drammen                                         | sprint K                                        | Eirik Brandsdal        | Finn Hågen Krogh       | Ola Vigen Hattestad    | Martin Johnsrud Sundby        | [ 29 ] |
| 18                                                                 | 26                                              | 14. březen 2015                                 | Oslo                                            | 50 km V hromadný start                          | Sjur Røthe             | Dario Cologna          | Martin Johnsrud Sundby | Martin Johnsrud Sundby        | [ 30 ] |

### Ženy
| WC                                                                 | SWC                                             | Datum                                           | Místo                                           | Disciplína                                      | Vítězka                          | 2. místo                     | 3. místo                         | Vedení v SP      | Ref.   |
| ------------------------------------------------------------------ | ----------------------------------------------- | ----------------------------------------------- | ----------------------------------------------- | ----------------------------------------------- | -------------------------------- | ---------------------------- | -------------------------------- | ---------------- | ------ |
| 1                                                                  | 1                                               | 29. listopad 2014                               | Ruka                                            | sprint K                                        | Marit Bjørgenová                 | Katja Višnarová              | Maiken Caspersenová Fallaová     | Marit Bjørgenová | [ 31 ] |
| 2                                                                  | 2                                               | 30. listopad 2014                               | Ruka                                            | 10 km K                                         | Therese Johaugová                | Marit Bjørgenová             | Charlotte Kallaová               | Marit Bjørgenová | [ 32 ] |
|                                                                    |                                                 |                                                 |                                                 |                                                 |                                  |                              |                                  |                  |        |
|                                                                    | 3                                               | 5. prosinec 2014                                | Lillehammer                                     | sprint V                                        | Marit Bjørgenová                 | Celine Brun-Lie              | Heidi Wengová                    | Marit Bjørgenová | [ 33 ] |
| 4                                                                  | 6. prosinec 2014                                | Lillehammer                                     | 5 km V                                          | Therese Johaugová                               | Marit Bjørgenová                 | Heidi Wengová                | [ 34 ]                           | Marit Bjørgenová |        |
| 5                                                                  | 7. prosinec 2014                                | Lillehammer                                     | 10 km K stíhací závod                           | Therese Johaugová                               | Heidi Wengová                    | Marit Bjørgenová             | [ 35 ]                           | Marit Bjørgenová |        |
| 3                                                                  | 5. Nordic Opening celkově (5.-7. prosinec 2014) | 5. Nordic Opening celkově (5.-7. prosinec 2014) | 5. Nordic Opening celkově (5.-7. prosinec 2014) | 5. Nordic Opening celkově (5.-7. prosinec 2014) | Marit Bjørgenová                 | Therese Johaugová            | Heidi Wengová                    | Marit Bjørgenová | [ 36 ] |
|                                                                    |                                                 |                                                 |                                                 |                                                 |                                  |                              |                                  |                  |        |
| 4                                                                  | 6                                               | 13. prosinec 2014                               | Davos                                           | 10 km K                                         | Therese Johaugová                | Marit Bjørgenová             | Kerttu Niskanen                  | Marit Bjørgenová | [ 37 ] |
| 5                                                                  | 7                                               | 14. prosinec 2014                               | Davos                                           | sprint V                                        | Ingvild Flugstad Østberg         | Maiken Caspersenová Fallaová | Celine Brun-Lie                  | Marit Bjørgenová | [ 38 ] |
| 6                                                                  | 8                                               | 20. prosinec 2014                               | Davos                                           | 10 km V                                         | Marit Bjørgenová                 | Nicole Fesselová             | Heidi Wengová                    | Marit Bjørgenová | [ 39 ] |
| 7                                                                  | 9                                               | 21. prosinec 2014                               | Davos                                           | sprint V                                        | Marit Bjørgenová                 | Stina Nilssonová             | Ingvild Flugstad Østberg         | Marit Bjørgenová | [ 40 ] |
|                                                                    |                                                 |                                                 |                                                 |                                                 |                                  |                              |                                  |                  |        |
|                                                                    | 10                                              | 3. leden 2015                                   | Oberstdorf                                      | 3 km V prolog                                   | Marit Bjørgenová                 | Heidi Wengová                | Ragnhild Hagaová                 | Marit Bjørgenová | [ 41 ] |
| 11                                                                 | 4. leden 2015                                   | Oberstdorf                                      | 10 km K stíhací závod                           | Marit Bjørgenová                                | Heidi Wengová                    | Therese Johaugová            | [ 42 ]                           | Marit Bjørgenová |        |
| 12                                                                 | 6. leden 2015                                   | Val Mustair                                     | sprint V                                        | Marit Bjørgenová                                | Heidi Wengová                    | Ingvild Flugstad Østberg     | [ 43 ]                           | Marit Bjørgenová |        |
| 13                                                                 | 7. leden 2015                                   | Toblach                                         | 5 km K                                          | Marit Bjørgenová                                | Therese Johaugová                | Heidi Wengová                | [ 44 ]                           | Marit Bjørgenová |        |
| 14                                                                 | 8. leden 2015                                   | Cortina-Toblach                                 | 15 km V stíhací závod                           | Marit Bjørgenová                                | Heidi Wengová                    | Therese Johaugová            | [ 45 ]                           | Marit Bjørgenová |        |
| 15                                                                 | 10. leden 2015                                  | Val di Fiemme                                   | 10 km K hromadný start                          | Therese Johaugová                               | Marit Bjørgenová                 | Heidi Wengová                | [ 46 ]                           | Marit Bjørgenová |        |
| 16                                                                 | 11. leden 2015                                  | Val di Fiemme                                   | 9 km V stíhací závod                            | Therese Johaugová                               | Heidi Wengová                    | Marit Bjørgenová             | [ 47 ]                           | Marit Bjørgenová |        |
| 8                                                                  | 9. Tour de Ski celkově (3.-11. leden 2015)      | 9. Tour de Ski celkově (3.-11. leden 2015)      | 9. Tour de Ski celkově (3.-11. leden 2015)      | 9. Tour de Ski celkově (3.-11. leden 2015)      | Marit Bjørgenová                 | Therese Johaugová            | Heidi Wengová                    | Marit Bjørgenová | [ 48 ] |
|                                                                    |                                                 |                                                 |                                                 |                                                 |                                  |                              |                                  |                  |        |
| 9                                                                  | 17                                              | 17. leden 2015                                  | Otepää                                          | sprint K                                        | Ingvild Flugstad Østberg         | Stina Nilssonová             | Celine Brun-Lie                  | Marit Bjørgenová | [ 49 ] |
| 10                                                                 | 18                                              | 23. leden 2015                                  | Rybinsk                                         | 10 km V                                         | Astrid Uhrenholdtová Jacobsenová | Elizabeth Stephen            | Stefanie Böhlerová               | Marit Bjørgenová | [ 50 ] |
| 11                                                                 | 19                                              | 24. leden 2015                                  | Rybinsk                                         | sprint V                                        | Jennie Öberg                     | Natalia Matveeva             | Laurien Van Der Graaff           | Marit Bjørgenová | [ 51 ] |
| 12                                                                 | 20                                              | 25. leden 2015                                  | Rybinsk                                         | skiatlon                                        | Julija Čekaljovová               | Martine Ek Hagen             | Riitta-Liisa Roponenová          | Marit Bjørgenová | [ 52 ] |
| 13                                                                 | 21                                              | 14. únor 2015                                   | Östersund                                       | sprint K                                        | Marit Bjørgenová                 | Maiken Caspersenová Fallaová | Stina Nilssonová                 | Marit Bjørgenová | [ 53 ] |
| 14                                                                 | 22                                              | 15. únor 2015                                   | Östersund                                       | 10 km V                                         | Charlotte Kallaová               | Marit Bjørgenová             | Therese Johaugová                | Marit Bjørgenová | [ 54 ] |
| Mistrovství světa v klasickém lyžování 2015 (18. únor - 1. březen) |                                                 |                                                 |                                                 |                                                 |                                  |                              |                                  |                  |        |
| 15                                                                 | 23                                              | 7. březen 2015                                  | Lahti                                           | sprint V                                        | Marit Bjørgenová                 | Ingvild Flugstad Østberg     | Kikkan Randallová                | Marit Bjørgenová | [ 55 ] |
| 16                                                                 | 24                                              | 8. březen 2015                                  | Lahti                                           | 10 km K                                         | Marit Bjørgenová                 | Heidi Wengová                | Charlotte Kallaová               | Marit Bjørgenová | [ 56 ] |
| 17                                                                 | 25                                              | 11. březen 2015                                 | Drammen                                         | sprint K                                        | Maiken Caspersenová Fallaová     | Heidi Wengová                | Marit Bjørgenová                 | Marit Bjørgenová | [ 57 ] |
| 18                                                                 | 26                                              | 15. březen 2015                                 | Oslo                                            | 30 km V hromadný start                          | Marit Bjørgenová                 | Therese Johaugová            | Astrid Uhrenholdtová Jacobsenová | Marit Bjørgenová | [ 58 ] |

### Mužské týmy
| WC | SWC | Datum          | Místo  | Disciplína      | Vítězové                               | 2. místo                                  | 3. místo                                    | Ref.   |
| -- | --- | -------------- | ------ | --------------- | -------------------------------------- | ----------------------------------------- | ------------------------------------------- | ------ |
| 1  | 1   | 18. leden 2015 | Otepää | sprint dvojic V | Rusko I Alexej Petuchov Sergej Usťugov | Norsko I Anders Gløersen Finn Hågen Krogh | Itálie Dietmar Nöckeler Federico Pellegrino | [ 59 ] |

### Ženské týmy
| WC | SWC | Datum          | Místo  | Disciplína      | Vítězky                                       | 2. místo                                                       | 3. místo                                        | Ref.   |
| -- | --- | -------------- | ------ | --------------- | --------------------------------------------- | -------------------------------------------------------------- | ----------------------------------------------- | ------ |
| 1  | 1   | 18. leden 2015 | Otepää | sprint dvojic V | Švédsko I Ida Ingemarsdotter Stina Nilssonová | Norsko I Maiken Caspersenová Fallaová Ingvild Flugstad Østberg | Polsko Justyna Kowalczyková Sylwia Jaśkowiecová | [ 60 ] |

## Výsledky - muži
| Pořadí | po 28 závodech         | Body |
| ------ | ---------------------- | ---- |
| 1      | Dario Cologna          | 1103 |
| 2      | Petter Northug         | 1047 |
| 3      | Calle Halfvarsson      | 897  |
| 4      | Finn Hågen Krogh       | 870  |
| 5      | Jevgenij Bělov         | 868  |
| 6      | Martin Johnsrud Sundby | 748  |
| 7      | Niklas Dyrhaug         | 613  |
| 8      | Alexej Poltoranin      | 557  |
| 9      | Alex Harvey            | 518  |
| 10     | Maxim Vylegžanin       | 488  |

| Pořadí | po 16 závodech         | Body |
| ------ | ---------------------- | ---- |
| 1      | Dario Cologna          | 821  |
| 2      | Martin Johnsrud Sundby | 480  |
| 3      | Jevgenij Bělov         | 457  |
| 4      | Calle Halfvarsson      | 411  |
| 5      | Petter Northug         | 401  |
| 6      | Niklas Dyrhaug         | 385  |
| 7      | Alexej Poltoranin      | 351  |
| 8      | Maxim Vylegžanin       | 330  |
| 9      | Alex Harvey            | 313  |
| 10     | Maurice Manificat      | 293  |

| Pořadí | po 10 závodech        | Body |
| ------ | --------------------- | ---- |
| 1      | Finn Hågen Krogh      | 479  |
| 2      | Eirik Brandsdal       | 442  |
| 3      | Federico Pellegrino   | 376  |
| 4      | Alexej Petuchov       | 298  |
| 5      | Sondre Turvoll Fossli | 267  |
| 6      | Sergej Usťugov        | 221  |
| 7      | Tomas Northug         | 217  |
| 8      | Petter Northug        | 214  |
| 9      | Ola Vigen Hattestad   | 204  |
| 10     | Pål Golberg           | 187  |

| Pořadí | po 38 placených událostech | CHF     |
| ------ | -------------------------- | ------- |
| 1      | Martin Johnsrud Sundby     | 193,900 |
| 2      | Finn Hågen Krogh           | 105,250 |
| 3      | Petter Northug             | 102,125 |
| 4      | Dario Cologna              | 78,812  |
| 5      | Eirik Brandsdal            | 51,000  |
| 6      | Jevgenij Bělov             | 45,875  |
| 7      | Calle Halfvarsson          | 45,600  |
| 8      | Federico Pellegrino        | 36,250  |
| 9      | Sjur Røthe                 | 32,000  |
| 10     | Anders Gløersen            | 29,250  |

| Pořadí | po 28 závodech          | Body |
| ------ | ----------------------- | ---- |
| 1      | Francesco De Fabiani    | 309  |
| 2      | Sergej Usťugov          | 297  |
| 3      | Sondre Turvoll Fossli   | 267  |
| 4      | Iivo Niskanen           | 169  |
| 5      | Sindre Bjørnestad Skar  | 112  |
| 6      | Håvard Solås Taugbøl    | 106  |
| 7      | Richard Jouve           | 72   |
| 8      | Vegard Bjerkreim Nilsen | 54   |
| 9      | Martin Løwstrøm Nyenget | 50   |
| 10     | Simen Hegstad Krüger    | 37   |

| Pořadí | po 8 závodech          | Body |
| ------ | ---------------------- | ---- |
| 1      | Dario Cologna          | 152  |
| 2      | Petter Northug         | 128  |
| 3      | Jevgenij Bělov         | 119  |
| 4      | Martin Johnsrud Sundby | 117  |
| 5      | Calle Halfvarsson      | 97   |
| 6      | Federico Pellegrino    | 60   |
| 7      | Robin Duvillard        | 47   |
| 8      | Alex Harvey            | 45   |
| 9      | Ilja Černousov         | 44   |
| 10     | Maciej Starega         | 40   |

## Výsledky - ženy
| Pořadí | po 28 závodech               | Body |
| ------ | ---------------------------- | ---- |
| 1      | Marit Bjørgenová             | 2172 |
| 2      | Therese Johaugová            | 1388 |
| 3      | Heidi Wengová                | 1332 |
| 4      | Ingvild Flugstad Østberg     | 894  |
| 5      | Ragnhild Hagaová             | 750  |
| 6      | Maiken Caspersenová Fallaová | 661  |
| 7      | Charlotte Kallaová           | 620  |
| 8      | Nicole Fesselová             | 565  |
| 9      | Denise Herrmannová           | 548  |
| 10     | Elizabeth Stephenová         | 544  |

| Pořadí | po 16 závodech                   | Body |
| ------ | -------------------------------- | ---- |
| 1      | Marit Bjørgenová                 | 962  |
| 2      | Therese Johaugová                | 857  |
| 3      | Heidi Wengová                    | 692  |
| 4      | Charlotte Kallaová               | 426  |
| 5      | Ragnhild Hagaová                 | 402  |
| 6      | Nicole Fesselová                 | 399  |
| 7      | Elizabeth Stephenová             | 360  |
| 8      | Martine Ek Hagen                 | 344  |
| 9      | Julija Čekaljovová               | 328  |
| 10     | Astrid Uhrenholdtová Jacobsenová | 326  |

| Pořadí | po 10 závodech               | Body |
| ------ | ---------------------------- | ---- |
| 1      | Marit Bjørgenová             | 610  |
| 2      | Ingvild Flugstad Østberg     | 560  |
| 3      | Maiken Caspersenová Fallaová | 512  |
| 4      | Stina Nilssonová             | 345  |
| 5      | Heidi Wengová                | 280  |
| 6      | Katja Višnarová              | 260  |
| 7      | Celine Brun-Lie              | 252  |
| 8      | Hanna Falková                | 217  |
| 9      | Natalia Matveeva             | 216  |
| 10     | Laurien Van Der Graaffová    | 174  |

| Pořadí | po 38 placených událostech       | CHF     |
| ------ | -------------------------------- | ------- |
| 1      | Marit Bjørgenová                 | 332,650 |
| 2      | Therese Johaugová                | 160,375 |
| 3      | Heidi Wengová                    | 109,625 |
| 4      | Ingvild Flugstad Østberg         | 76,625  |
| 5      | Maiken Caspersenová Fallaová     | 54,625  |
| 6      | Stina Nilssonová                 | 44,999  |
| 7      | Charlotte Kallaová               | 38,625  |
| 8      | Ragnhild Hagaivá                 | 32,350  |
| 9      | Astrid Uhrenholdtová Jacobsenová | 28,000  |
| 10     | Elizabeth Stephenová             | 24,000  |

| Pořadí | po 28 závodech             | Body |
| ------ | -------------------------- | ---- |
| 1      | Stina Nilssonová           | 427  |
| 2      | Teresa Stadloberová        | 247  |
| 3      | Nathalie Von Siebenthalová | 131  |
| 4      | Petra Nováková             | 79   |
| 5      | Lea Einfaltová             | 77   |
| 6      | Natalia Žukovová           | 65   |
| 7      | Nathalie Schwarzová        | 64   |
| 8      | Sofia Henrikssonová        | 51   |
|        | Maja Dahlqvistová          | 51   |
| 10     | Victoria Carlová           | 44   |

| Pořadí | po 8 závodech                    | Body |
| ------ | -------------------------------- | ---- |
| 1      | Marit Bjørgenová                 | 184  |
| 2      | Heidi Wengová                    | 134  |
| 3      | Therese Johaugová                | 127  |
| 4      | Ingvild Flugstad Østberg         | 52   |
| 5      | Stina Nilssonová                 | 48   |
| 6      | Maiken Caspersenová Fallaová     | 44   |
| 7      | Laurien Van Der Graaffová        | 42   |
|        | Ragnhild Hagaová                 | 42   |
|        | Astrid Uhrenholdtová Jacobsenová | 42   |
| 10     | Sophie Caldwellová               | 40   |

## Pohár národů
| Pořadí | po 56 závodech | Body  |
| ------ | -------------- | ----- |
| 1      | Norsko         | 17225 |
| 2      | Rusko          | 5861  |
| 3      | Švédsko        | 5324  |
| 4      | Finsko         | 3143  |
| 5      | Německo        | 2510  |
| 6      | Švýcarsko      | 2076  |
| 7      | USA            | 1836  |
| 8      | Itálie         | 1649  |
| 9      | Francie        | 1543  |
| 10     | Polsko         | 862   |

| Pořadí | po 28 závodech | Body |
| ------ | -------------- | ---- |
| 1      | Norsko         | 8301 |
| 2      | Rusko          | 4188 |
| 3      | Švédsko        | 2093 |
| 4      | Švýcarsko      | 1722 |
| 5      | Itálie         | 1359 |
| 6      | Finsko         | 1318 |
| 7      | Francie        | 1112 |
| 8      | Kanada         | 749  |
| 9      | Kazachstán     | 552  |
| 10     | Německo        | 393  |

| Pořadí | po 28 závodech | Body |
| ------ | -------------- | ---- |
| 1      | Norsko         | 8924 |
| 2      | Švédsko        | 3231 |
| 3      | Německo        | 2117 |
| 4      | Finsko         | 1825 |
| 5      | Rusko          | 1673 |
| 6      | USA            | 1573 |
| 7      | Polsko         | 745  |
| 8      | Slovinsko      | 649  |
| 9      | Francie        | 431  |
| 10     | Česko          | 415  |

## Bodování
Tabulka ukazuje bodování jednotlivých závodů v sezóně 2014/15. Sprint dvojic a štafeta se započítávají do Poháru národů, nikoliv však do individuálního hodnocení jednotlivých závodníků. Bonusové body mohou být udělovány v závodech s hromadným startem za umístění na předem určených metách v průběhu závodu.
Závody na mistrovství světa či olympijských hrách nejsou součástí Světového poháru a nebodují se.
| Umístění             | 1.  | 2.  | 3.  | 4.  | 5.  | 6.  | 7.  | 8.  | 9.  | 10. | 11. | 12. | 13. | 14. | 15. | 16. | 17. | 18. | 19. | 20. | 21. | 22. | 23. | 24. | 25. | 26. | 27. | 28. | 29. | 30. |
|                      |     |     |     |     |     |     |     |     |     |     |     |     |     |     |     |     |     |     |     |     |     |     |     |     |     |     |     |     |     |     |
| Individuální závod   | 100 | 80  | 60  | 50  | 45  | 40  | 36  | 32  | 29  | 26  | 24  | 22  | 20  | 18  | 16  | 15  | 14  | 13  | 12  | 11  | 10  | 9   | 8   | 7   | 6   | 5   | 4   | 3   | 2   | 1   |
| Sprint dvojic        | 100 | 80  | 60  | 50  | 45  | 40  | 36  | 32  | 29  | 26  | 24  | 22  | 20  | 18  | 16  | 15  | 14  | 13  | 12  | 11  | 10  | 9   | 8   | 7   | 6   | 5   | 4   | 3   | 2   | 1   |
|                      |     |     |     |     |     |     |     |     |     |     |     |     |     |     |     |     |     |     |     |     |     |     |     |     |     |     |     |     |     |     |
| Nordic Opening       | 200 | 160 | 120 | 100 | 90  | 80  | 72  | 64  | 58  | 52  | 48  | 44  | 40  | 36  | 32  | 30  | 28  | 26  | 24  | 22  | 20  | 18  | 16  | 14  | 12  | 10  | 8   | 6   | 4   | 2   |
| Finále SP            | 200 | 160 | 120 | 100 | 90  | 80  | 72  | 64  | 58  | 52  | 48  | 44  | 40  | 36  | 32  | 30  | 28  | 26  | 24  | 22  | 20  | 18  | 16  | 14  | 12  | 10  | 8   | 6   | 4   | 2   |
| Štafeta              | 200 | 160 | 120 | 100 | 90  | 80  | 72  | 64  | 58  | 52  | 48  | 44  | 40  | 36  | 32  | 30  | 28  | 26  | 24  | 22  | 20  | 18  | 16  | 14  | 12  | 10  | 8   | 6   | 4   | 2   |
|                      |     |     |     |     |     |     |     |     |     |     |     |     |     |     |     |     |     |     |     |     |     |     |     |     |     |     |     |     |     |     |
| Tour de Ski          | 400 | 320 | 240 | 200 | 180 | 160 | 144 | 128 | 116 | 104 | 96  | 88  | 80  | 72  | 64  | 60  | 56  | 52  | 48  | 44  | 40  | 36  | 32  | 28  | 24  | 20  | 16  | 12  | 8   | 4   |
|                      |     |     |     |     |     |     |     |     |     |     |     |     |     |     |     |     |     |     |     |     |     |     |     |     |     |     |     |     |     |     |
| Etapa Nordic Opening | 50  | 46  | 43  | 40  | 37  | 34  | 32  | 30  | 28  | 26  | 24  | 22  | 20  | 18  | 16  | 15  | 14  | 13  | 12  | 11  | 10  | 9   | 8   | 7   | 6   | 5   | 4   | 3   | 2   | 1   |
| Etapa Tour de Ski    | 50  | 46  | 43  | 40  | 37  | 34  | 32  | 30  | 28  | 26  | 24  | 22  | 20  | 18  | 16  | 15  | 14  | 13  | 12  | 11  | 10  | 9   | 8   | 7   | 6   | 5   | 4   | 3   | 2   | 1   |
| Etapa Finále SP      | 50  | 46  | 43  | 40  | 37  | 34  | 32  | 30  | 28  | 26  | 24  | 22  | 20  | 18  | 16  | 15  | 14  | 13  | 12  | 11  | 10  | 9   | 8   | 7   | 6   | 5   | 4   | 3   | 2   | 1   |
|                      |     |     |     |     |     |     |     |     |     |     |     |     |     |     |     |     |     |     |     |     |     |     |     |     |     |     |     |     |     |     |
| Bonusové body        | 15  | 12  | 10  | 8   | 6   | 5   | 4   | 3   | 2   | 1   |     |     |     |     |     |     |     |     |     |     |     |     |     |     |     |     |     |     |     |     |

## Ukončení kariéry
Významní lyžaři, kteří během sezóny 2014/15 oznámili ukončení kariéry:
- Celine Brun-Lie (NOR)[61]
- Kristin Størmer Steiraová (NOR)
- Anders Södergren (SWE)[62]
- Riikka Sarasoja-Lilja (FIN)[63]
- Claudia Nystadová (GER)[63]
- Perianne Jonesová (CAN)[63]
- Giorgio Di Centa (ITA)[63]
- Cyril Gaillard (FRA)[63]
- Maciej Kreczmer (POL)
- Sebastian Gazurek (POL)